# Paulo Eulálio Francisco Saulnier de Pierrelevée
Paulo Francisco Eulálio Saulnier de Pierrelevée foi um Médico, Advogado, Militar e Revolucionário o doutor Paulo Francisco Eulálio Saulnier de Pierrelevée, nasceu em Paris em 9 de abril de 1788, Doutor em Medicina pela faculdade médica de Paris e Ciências Naturais e Filosóficas na universidade de Leipzig na Alemanha.
Casou-se com a senhora D. Maria Henriqueta Josefa Benisabodo Malagon, com quem teve dois filhos: o médico Afonso Saulnier de Pierrelevée e o general de brigada Carlos Eduardo Saulnier de Pierrelevée.
Chegou ao Brasil em 1833, inicialmente em Mato Grosso, Pará onde envolveu-se na revolta dos cabanos e definitivamente em São Luís do Maranhão. Era membro das: Imperial Academia de Medicina, Sociedade Literária do Rio de Janeiro, Sociedade Farmacêutica Lisboense e Sociedade de Ciências Médicas de Lisboa.
Foi chefe de uma Divisão do Exercito Peruano entre 1824 a 1829, atuando em Lima, Ariguipa e Cáucaso. Médico Chefe dos Hospitais Civis de Potosi, Chuquisaca e Santa Cruz na Bolívia.
A Sociedade de Medicina do Rio de Janeiro, em 1834 o tornou seu sócio correspondente em função de uma memória sobre as febres reinantes em Mato Grosso.
Faleceu em São Luís Maranhão em 1865 aos 77 anos e ainda trabalhando.
Bibliografia:
Les médecins de Paris jugés par leurs oeuvres: ou, Statistique scientifique, por Claude Lachaise